# Лищинский, Василий Викторович
Василий Викторович Лищинский (18 марта 1964, Новоселица, Кировоградская область — 29 ноября 2015, Бровары, Киевская область) — украинский легкоатлет, мастер спорта Украины международного класса.

## Биография
После окончания интерната 17-летний Лищинский начал работать на предприятии Украинского общества слепых (УОС): собирал скоросшиватели, клеил папки для бумаг. Однажды, получив зарплату, Василий зашёл в спортивный магазин. Его внимание привлёк металлический шар. На вопрос, что это такое и для чего, ответили: это — ядро. После покупки Василий много времени проводил на стадионе: толкал и замерял, улучшая результат.
Лищинского увидел инструктор физкультуры, поинтересовался результатом и сразу же повёз на чемпионат Украины среди коллективов УОС. В Харькове в 1981 году он занял третье место. Там Василия и заметили. В 1982 году его как спортсмена, подающего надежды, перевели в г. Артёмовск (Донецкая область), а уже в 1983 году на чемпионате СССР в Ереване Василий получил золотую медаль, стал членом сборной команды Союза.
В 1991 году он впервые выехал за границу — на чемпионат Европы в Канны (Франция). В соревновании по метанию диска завоевал золотую медаль, установив мировой рекорд среди спортсменов с инвалидностью, в толкании ядра с шестой попытки стал чемпионом Европы.
Тщательно готовился к выступлению на первых для независимой Украины Паралимпийских играх в Атланте и в составе паралимпийской сборной успешно выступил на Играх: в метании диска завоевал серебряную медаль, а в последний день соревнований, 24 августа — день пятилетия Независимой Украины — завоевал первое для Украины паралимпийское «золото». Затем последовал ряд других соревнований: чемпионаты Украины, мира, Европы, XI Паралимпийские игры 2000 года в Сиднее, XII летние Паралимпийские игры 2004 года в Афинах, ХІІI Паралимпийские игры 2008 года в Пекине, ХІV Паралимпийские игры 2012 года в Лондоне. Он стал многократным чемпионом и призёром чемпионатов мира и Европы по лёгкой атлетике, чемпионом XIII Паралимпийских игр 2008 года: золотая награда в метании диска, бронзовый призёр в толкании ядра, рекордсмен мира в метании диска, призёр ХІV Паралимпийских игр 2012 года: серебряная награда в метании диска.
За выдающиеся спортивные достижения награждён государством орденом «За заслуги» III степени в 2008 году и «За заслуги» II степени 2012 года.